# Teresa Arrubla de Codazzi
Teresa Arrubla de Codazzi (Bogotà, s. XIX) va ser una escriptora colombiana.
Va néixer a Bogotà, filla de Manuel Antonio Arrubla, un comerciant que amb el seu germà van crear Galerías Arrubla, el primer centre comercial de Colòmbia. Va residir a la capital, establerta al carrer de San Miguel.
Ens els seus escrits utilitzà el pseudònim «Esmeralda». Va fer dos viatges a Europa, un abans de 1886 i l'altre al voltant de 1895, un element que esdevenia un tret distintiu de les elits colombianes de l'època, i en especial a Espanya, on experimentaven una mena de tornada a una segona pàtria. Va publicar el llibre Viajes por España é Italia, publicat a Bogotà el 1886, on descriu de manera succinta les ciutats principals, monuments i personalitats d'aquests dos països, a més de donar també algunes dades de París i altres poblacions franceses.
En l'àmbit personal, es va casar amb Agustín Codazzi, amb qui va tenir un fill, Juan Agustín Codazzi.